# Крижень мексиканський
Крижень мексиканський (Anas diazi) — вид водоплавних птахів родини качкових (Anatidae). Поширений у Північній Америці.

## Поширення
Вид поширений на півдні США та півночі Мексики. Ареал виду нині роздроблений внаслідок зміни середовища проживання. Райони розмноження у США включають басейн Ріо-Гранде в Нью-Мексико та Техасі, а також басейн річки Гіла на південному заході Нью-Мексико та невелику територію на кордоні Аризони та Нью-Мексико. У Мексиці розмножується переважно в штатах Чіуауа, Дуранго, Халіско та Мехіко.

## Опис
Екземпляри цього виду (як самці, так і самиці) дуже схожі на самиць крижня. Мексиканські крижні мають оперення коричневого кольору з деякими яскраво-синіми пір'ям на кінчиках крил. Дзьоб у самців яскраво-жовтий. Обидві статі цього виду мають довжину від 51 до 56 сантиметрів.

## Спосіб життя
Мешкає у водно-болотних угіддях, включаючи ставки та річки, і харчується рослинною їжею. Зазвичай гніздиться на березі річки, але не завжди прямо біля води.